# Anatatha
Anatatha is een geslacht van vlinders van de familie spinneruilen (Erebidae), uit de onderfamilie Catocalinae.

## Soorten
- A. lignea Butler, 1879
- A. lophonota Hampson, 1898
- A. maculifera Butler, 1889
- A. nigrisigna Hampson, 1895
- A. wilemani Inoue & Sugi, 1958